# Concatedral de Santa María (Cáceres)
La Santa Iglesia Concatedral de Santa María (S. I. C. de Santa María), más conocida como la concatedral de Santa María de Cáceres, es el más importante templo cristiano de la ciudad española de Cáceres. El edificio fue construido en la época medieval como una de las cuatro iglesias parroquiales de la villa histórica. Desde 1957 pasó a ser la concatedral de la diócesis católica de Coria-Cáceres, compartiendo desde entonces la sede episcopal con la catedral de Coria.
La estructura actual del edificio data principalmente de los siglos XV y XVI, y está construido siguiendo principalmente un estilo tardogótico. No obstante, conserva algunos elementos románicos, que procederían de un templo anterior que data de la época de la reconquista de la localidad en el siglo XIII, así como algunos añadidos renacentistas. Se ubica en la plaza de Santa María de la ciudad monumental de Cáceres, barrio histórico declarado en 1986 Patrimonio de la Humanidad por la Unesco, y se considera uno de los edificios más emblemáticos de dicho barrio. El templo en sí posee el estatus de bien de interés cultural desde 1931.

## Localización
Es uno de los monumentos más representativos del interior de la ciudad monumental de Cáceres, la parte de la antigua villa de Cáceres que se ubica intramuros, una zona que desde 1986 está catalogada por la Unesco como Patrimonio de la Humanidad y que desde 2008 es uno de los barrios que constituyen el distrito Centro-Casco Antiguo. El edificio preside el lateral oriental de la plaza de Santa María, espacio público que separa al templo de los palacios de Ovando, Episcopal, de Mayoralgo y de la Duquesa de Valencia. Por el norte limita con la calle Amargura, que separa a la concatedral del palacio de Carvajal, y de la esquina más septentrional del templo parte hacia el norte la calle Tiendas, que lleva a la torre de los Espaderos.
La concatedral forma parte de una manzana con una superficie de unos tres cuartos de hectárea que, pese a su gran tamaño en pleno centro de la ciudad, incluye únicamente otros dos edificios aparte del templo: el palacio de la Diputación Provincial y el palacio de los Golfines de Abajo. La concatedral comprende una parcela catastral con una superficie gráfica de 1456 m², de los cuales 1304 m² corresponden al propio edificio del templo y el resto a un patio interior. A cada lado del patio interior hay una parte edificada de la concatedral que resulta colindante con el citado palacio de la Diputación.
El templo de Santa María comparte una singularidad geográfico-arquitectónica con las otras tres parroquias históricas de Cáceres y con varios templos conventuales y ermitas de la misma ciudad. Estos templos siguen una orientación no canónica, de manera que en ellos no se reza mirando hacia el este sino hacia el norte o, como en el caso de Santa María, más bien hacia el noreste. De este modo, la cabecera de este templo apunta hacia el palacio de Carvajal, y lo que se aprecia desde la plaza de Santa María es el lado del evangelio mirando al noroeste y el imafronte mirando al suroeste. Se ignora la causa real de esta orientación no canónica, aunque la leyenda o tradición local lo relaciona con la Reconquista: supuestamente se marcaría así a las tierras musulmanas de Al-Ándalus como la oscuridad, normalmente representada por el atardecer al oeste, y a Castilla como la luz, normalmente representada por el amanecer al este.

## Historia
Indica José Ramón Mélida que es el templo cristiano de más antigua fundación en la ciudad, pues se completó entre los siglos XV y XVI sobre una construcción del siglo XIII de maneras mudéjares y techo de madera. 
El 3 de junio de 1931 la iglesia fue declarada Monumento Histórico Artístico. En 1957 obtuvo la dignidad de concatedral de la diócesis de Coria-Cáceres siendo su Obispo Manuel Llopis Ivorra, que desde entonces comparte con la catedral de Coria.

## Descripción

### Estructura
Es una fábrica realizada completamente con sillares de granito, a la que se accede por el exterior a través de dos portadas góticas. La más destacable es la del lado del evangelio, frente al palacio episcopal: se enmarca en una estructura de arco apuntado con finas arquivoltas, dentro del cual hay en la parte superior un tímpano desnudo de ornatos y en la inferior una doble puerta rectangular de madera, con los dos vanos separados por un parteluz, en el cual hay una ménsula que sostiene una escultura de la Virgen con Niño.
La portada de los pies es más sencilla, albergando dentro del abocinamiento una simple puerta que se enmarca en el arco apuntado, si bien aquí son más destacables los capiteles de las jambas, decorados con figuras animales y vegetales. Ambas portadas se insertan en cuerpos de construcción salientes, cuyas cornisas están sustentadas por canecillos. Aparte de estas dos portadas, pocos accidentes quitan monotonía a los muros exteriores de la fábrica, salvo recios estribos, varias ventanas de medio punto o apuntadas y el ojo de buey que preside el imafronte; en este aspecto, destaca la extraña disposición de las tres ventanas superiores del muro del evangelio, pues la central está cortada por el cuerpo saliente de la portada.
En su interior, la concatedral es de planta rectangular, con la adición semipoligonal de la cabecera. Está dividida en tres naves de cinco tramos, separadas por pilares cruciformes, de basas góticas, siendo de ellas la más pura de líneas la correspondiente al penúltimo pilar del lado de la epístola. También destacan en estos pilares los capiteles, que unas veces consisten en simples molduras, y otras en fajas ondulantes formando volutas, de estilo renacentista. Los arcos que separan las naves son apuntados, mientras que los formeros exteriores y los que separan los tramos son de medio punto.
Las naves son altas, algo más que las laterales la central, diferencia que da lugar en la parte alta de esta última a unos pequeños vanos, que añaden luz a las ventanas de las naves laterales. Todos los tramos de las tres naves se cubren con bóveda de terceletes, con combados diversos. La capilla mayor y las dos capillas que la acompañan a los lados coronan el conjunto con bóvedas estrelladas. En este sentido, es destacable la peculiar planta de esta cabecera semipoligonal, ya que abraza el semipolígono de las tres naves, entre las que reparte sus siete lados, formando en las laterales dos ábsides en sentido oblicuo, y el central en la disposición regular corriente; para encajar esto último en la bóveda, hay un sexto tramo de terceletes entre la nave central y la bóveda estrellada de la capilla mayor.

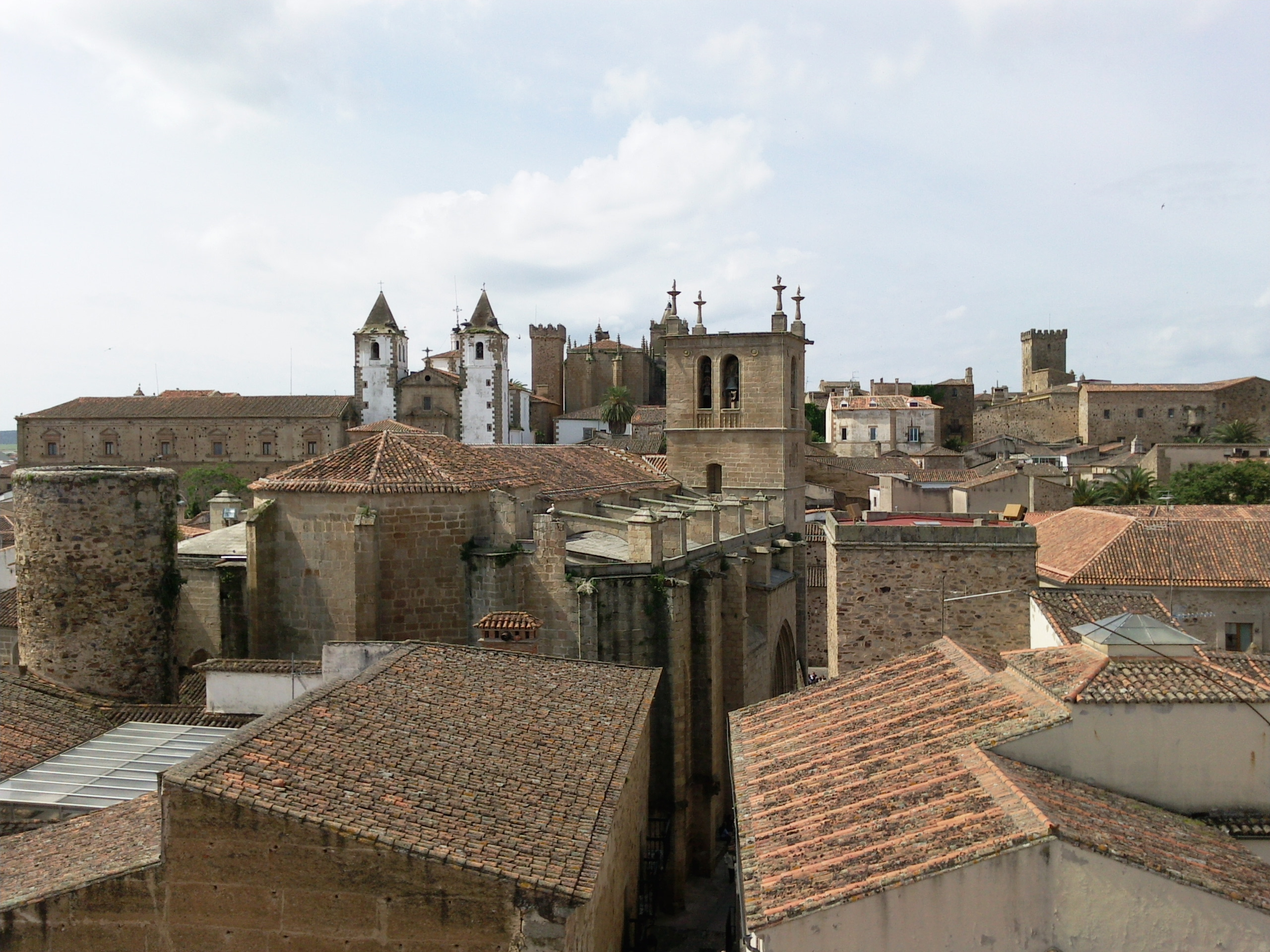
La concatedral desde una terraza del cercano Palacio de Toledo-Moctezuma

A los pies, en el último tramo de la nave mayor se ubica el coro alto, que está delimitado por un arco rebajado y sostenido en un sotacoro cubierto por una bóveda de terceletes. Junto a este coro alto, en el lado de la epístola se ubica la capilla bautismal, y en el lado del evangelio la torre. Esta última es una obra de sillería de gran altura, de planta rectangular y estilo renacentista. Se organiza en tres cuerpos, divididos por molduras. Cuenta en su exterior con diversos vanos cuadrados que hacen la función de ventanas, mientras que en el último cuerpo de la torre hay grandes vanos de medio punto para albergar las campanas.
Por coronamiento lleva esta torre cuatro flameros, uno en cada ángulo. Se entra al coro y torre a través de un acceso común en el interior del templo, que destaca por albergar una portada renacentista que, si bien fue adaptada al lugar por el propio Pedro de Ibarra, sigue el diseño de un grabado de Sebastiano Serlio. El acceso al campanario se hace a través de una escalera de caracol que discurre por la esquina exterior de la torre, con cinco pequeños vanos que le dan luz procedente del sur; tanto la escalera como la sala de campanas están techadas con bóvedas.
Frente a la rectitud de los pies y del lado del evangelio, y frente a la relativa regularidad de la cabecera, el lado de la epístola de este templo posee una estructura irregular y compleja. Además de las dos portadas exteriores antes mencionadas, el templo cuenta con una tercera portada histórica, sita en este lado de la epístola, que es también gótica y en arco apuntado, con pilastras estriadas, cuyos capiteles son festones de hojas de higuera, con archivoltas baquetonadas y el arco dentro de un arrabá o recuadro moldurado. Esta tercera portada daría acceso a un patio interior, de trazado muy irregular, que separa el templo del vecino palacio de la Diputación; sin embargo, actualmente esta portada no comunica la nave con ese patio, sino con una capilla lateral cuya planta sobresale notablemente de la del templo, formando una pequeña nave rectangular que se adentra en el patio interior.
Lo más llamativo de este patio, desde el punto de vista histórico, son dos arcos sepulcrales góticos, en cuyos tímpanos destaca la presencia de sendas lápidas de mármol, muy borrosas. Una de ellas es de Michael Iohannis y su progenie, con la fecha «EH – MCCCLIIII», correspondiente al año 1316. La otra es de Ioannes, su primera mujer, hijo y sobrino. Aparecen escudos nobiliarios. Según la hipótesis de José Ramón Mélida, al datar estos enterramientos de principios del siglo XIV, debía existir o haberse proyectado en época medieval un claustro, que con el tiempo evolucionó a la actual estructura interior irregular. El patio que quedó de aquella estructura no documentada siguió usándose hasta 1820 como cementerio, si bien principalmente por el pueblo llano, ya que los nobles y clérigos se enterraban en el interior de la iglesia. Hasta el siglo XX, este patio era accesible desde la calle de la Amargura a través de una verja.

### Capillas y sacristía
La estructura de la concatedral se completa con varias capillas. La citada estructura irregular del lado de la epístola se debe principalmente a que este lado alberga las dos principales: la capilla del Santísimo Sacramento y la capilla de los Blázquez. La del Santísimo Sacramento o del Sagrario, en el cuarto tramo, es la citada nave rectangular que se extiende sobre el patio, y a la que se accede a través de la histórica portada lateral. Fue construida entre 1967 y 1968 para adaptar el antiguo templo parroquial a su nueva función de concatedral, y en gran parte pagada por el obispo Manuel Llopis Ivorra, que se halla enterrado junto a la mesa de altar. El arquitecto Joaquín Silos diseñó este espacio. La nave está cubierta con bóveda de crucería y en su cabecera alberga un retablo del siglo XVIII. Fue diseñada para que los vecinos del entorno siguieran reuniéndose comunitariamente en misa pese a la desaparición de su parroquia, pues su aspecto se asemeja al de una pequeña ermita, donde se pueden oficiar eucaristías al margen de las del templo concatedralicio. Actualmente es un lugar de peregrinaje para visitar la tumba del obispo Llopis, considerado uno de los principales impulsores de la urbanización de la actual Cáceres.
Por su parte, la capilla de los Blázquez es menos monumental, pero mucho más relevante desde los puntos de vista cultural e histórico. Los Blázquez eran dos hermanos cacereños que se desempeñaban como canónigos en las catedrales de Coria y de Plasencia, que en el siglo XVI sufragaron este hueco junto al presbiterio para ser aquí enterrados. Con el tiempo, se trasladó aquí también un sepulcro de los Mayoralgo, y en 1990 se enterró aquí el obispo Jesús Domínguez Gómez. Pese a ser una capilla funeraria, es especialmente conocida por ser la «capilla del Santísimo Cristo», ya que la preside la talla del siglo XIV del Cristo Negro de Cáceres, una de las imágenes más veneradas de la ciudad, especialmente conocida por la procesión que su cofradía organiza en la Semana Santa cacereña. En 1989 se descubrió bajo la capilla una cripta de 170 cm de profundidad, con restos humanos de las familias nobles Blázquez y Ovando, que no pudo investigarse con más detalle al fallecer y enterrarse aquí el obispo al año siguiente.
Además de estas dos capillas principales, existen otras tres que albergan retablos del siglo XVIII. La más notable es la capilla de San Miguel, simétrica a la de los Blázquez, al otro lado del presbiterio. Fue construida a mediados del siglo XVI por la familia noble Carvajal, para tener su capilla funeraria junto a su palacio, y destaca por su artística reja decorada con escudos nobiliarios. Los otros dos retablos se exponen en dos pequeñas capillas funerarias ubicadas a los lados de la capilla del Santísimo Sacramento: son las capillas de San Juan y San Lorenzo, diseñadas como lugar de enterramiento para, respectivamente, las familias Becerra y Ulloa. En el lado del evangelio existen otros huecos en el muro que la historiografía local también considera capillas, si bien profundizan poco en el muro y alteran poco la línea exterior; el más destacado es la capilla de Santa Ana, un gran arco construido en el siglo XV para albergar los restos de la familia Espadero; junto a ella, dos pequeños arcos ojivales forman el monumento funerario de los Figueroa Saavedra.
En cuanto a la sacristía, esta se ubica en el lado de la epístola junto a la cabecera, y destaca por su peculiar acceso: una portada plateresca de Alonso de Torralba, realizada en 1527. Es un arco de medio punto notablemente decorado, coronado por una hornacina que alberga una imagen de San Francisco. Interiormente, el espacio está cubierto con terceletes.

### Bienes muebles
El retablo mayor de esta concatedral sobresale dentro de todo el conjunto. Es un retablo plateresco, realizado de 1547 a 1551 por el escultor francés Diego Guillén Ferrant y el neerlandés Roque Balduque. Está tallado en pino de Flandes y cedro sin policromar, al estilo extremeño. Está dividido en tres cuerpos y cinco calles, con esculturas en altorrelieve y figuras intermedias completas de los apóstoles. La calle central muestra motivos relacionados con la Virgen y con la infancia y pasión de Jesús. La talla más importante es la Asunción de la Virgen, en el centro del segundo cuerpo.
En la concatedral hay además cuatro retablos menores, todos ellos barrocos y del siglo XVIII, y repartidos entre las capillas antes mencionadas. Su pequeño tamaño, en comparación con el monumental retablo mayor, hizo que el arqueólogo José Ramón Mélida los ignorara bajo la expresión «no merecen particular mención». Sin embargo, con el tiempo han sido reconocidos por la historiografía local, al tener una decoración notable. Llevan los nombres de San Luis, San Juan Bautista, San Lorenzo y San Miguel, si bien solamente el último, ubicado en la capilla homónima, ha albergado siempre la imagen correspondiente. Los tres últimos, muy similares en su composición, son obras de Diego Martín Durán, entallador nacido en 1703 en Gata, villa ubicada en el otro extremo de esta diócesis.
Además de los cuatro retablos, el templo alberga algunas tallas de imaginería, de diversos períodos históricos y de muy variables valor artístico y relevancia cultural. La más valiosa, antigua y conocida de todas es el «Santo Crucifijo de Santa María de Jesús», más coloquialmente conocido como el «Cristo Negro». Fue tallado en la segunda mitad del siglo XIV y es un ejemplo de escultura gótica, en la que el crucificado muestra su dolor de forma natural, contrariamente a la idea de arte esquemático que representaba la escultura románica. No hay documentos acerca de su procedencia, pero la hipótesis actualmente más extendida es que la talla es de origen africano, ya que estaría tallado en iroko y representaría a un hombre con rasgos faciales y físicos propios del entorno de Etiopía. La cofradía del Cristo Negro, fundada en 1490, se encarga de custodiar la imagen; aunque esta cofradía ya tenía su sede en esta iglesia parroquial en el Antiguo Régimen, la imagen se hallaba en el vecino convento desamortizado de Santa María de Jesús.
Aparte del Cristo Negro, la otra imagen medieval que alberga este templo es una Virgen María de finales del siglo XV. Por su parte, en el muro del lado de evangelio, destaca un gran arco escarzano con función de capilla que alberga un grupo escultórico del calvario del siglo XVI, que los autores del retablo mayor tallaron con el mismo estilo de este último, y que se separó de dicha estructura cuando la iglesia se hizo concatedral. Junto a este arco escarzano, dos pequeños arcos ojivales albergan imágenes, ya policromadas y del siglo XVIII, de los santos españoles Lorenzo y Ramón Nonato. Por su parte, una talla policromada del siglo XVII de San Juan Bautista preside la capilla bautismal.
El templo alberga además una notable colección de pinturas, casi todas ellas óleos sobre lienzo expuestos en la sacristía, aunque en el cuarto tramo del lado del evangelio quedan también restos de un antiguo mural del siglo XVI representando el planto ante Cristo muerto. Los óleos catalogados como más antiguos son tres fechados en el siglo XVII: uno de San Jerónimo penitente, una pintura tenebrista de Cristo crucificado con el apóstol Juan arrodillado y otro cuadro también tenebrista que representa a San Juan. Del siglo XVIII, hay un óleo de Cristo llevando la cruz y un lienzo de San Ignacio con dos ángeles. El templo también guarda obras del siglo XX que fueron donadas por fieles locales aficionados a la pintura, algunas de baja calidad; la más destacable de esta época es un óleo sobre lienzo del Entierro de Cristo que el pintor local Pedro Campón donó a la parroquia en 1919, y que se depositó en la capilla del tercer tramo del lado de la epístola.
La sacristía no solamente se considera un museo de arte por albergar pinturas, sino por su gran colección de objetos litúrgicos de platería, una de las mayores de la región, que incluye tanto objetos de plata en su color como objetos de plata sobredorada, con un rango temporal que abarca desde el siglo XVI hasta el siglo XIX. El inventario provincial de patrimonio histórico, publicado en 1989 por el Ministerio de Cultura, menciona como objetos de plata destacables en esta sacristía los siguientes: una bandeja con grabados, siete cálices de diverso estilo y época (más un octavo de bronce dorado, el único objeto destacado que no es de plata), dos candelabros, cuatro candeleros, dos cetros (más dos cabeceras de cetro sueltas), dos copones, dos cruces procesionales, dos custodias, un incensario, una naveta, una píxide, un portapaz, tres sacras y dos vinajeras. La sala cuenta además con una cajonería de madera decorada con rocaille, ejemplo de carpintería rococó del siglo XVIII. También se exponen aquí varios documentos históricos del obispado, como bulas papales o partituras de música coral, acompañadas estas últimas por el facistol histórico del templo. La colección de esta sacristía crece continuamente mediante donaciones de objetos de las parroquias de la diócesis.
De entre los objetos litúrgicos que son propios de la antigua parroquia y no proceden de donaciones externas añadidas en época concatedralicia, Daniel Berjano y José Ramón Mélida destacaron, como elemento especialmente valioso, la cruz procesional de Santa María. Es de plata sobredorada, con esmaltes. Según consta en las cuentas parroquiales de la época, la ejecutó el platero Juan de Pedraza entre 1574 y 1575. En consonancia con la fecha de su ejecución, es del estilo del segundo Renacimiento o clasicismo herreriano. El nudo forma un templete con columnas de orden compuesto, con un frontón en cada uno de sus cuatro frentes y coronado por cúpula, de la que arranca la cruz. Esta es sencilla, con remates torneados, y toda está adornada con resaltes convexos, ornamentados de esmalte azul y blanco. Según la recopilación documental de Daniel Berjano, la primera obra de platería que se desarrolló en el templo en el siglo XVI fue principalmente obra del citado Juan de Pedraza y, unos años antes, de un platero francés o flamenco, pero asentado en Cáceres, llamado Jacques de la Rúa. La mayoría de obras de aquella época se ha perdido.

### Relieves y esculturas fijas
De entre las esculturas fijas del templo, destaca por su antigüedad un púlpito gótico de hierro, actualmente instalado con fines ornamentales sobre un pedestal en la capilla bautismal. Aunque José Ramón Mélida cita que en su época se adosaba al primer pilar del lado de la epístola, posteriormente acabaría siendo retirado de dicha ubicación porque no correspondía históricamente a la parroquia, sino que llegó aquí procedente del vecino convento desamortizado de Santa María de Jesús. Es cilíndrico, formado por barrotes cuadrados, figurando pináculos con sus florenzados en lo alto. Entre estos barrotes hay dos órdenes de arquerías con grumos, rizadas hojas de cardo, calados y tracerías de fino gusto, todo ello de labor de forja. La base de barrotes curvados, formando semicircunferencia, descansa sobre un soporte que figura un pináculo florenzado. Es obra de rejería del siglo XV, aunque se le añadió en el siglo XVI el soporte, formado por dos columnas platerescas, para sustentar atril o crucifijo.
Además del púlpito, existen tres destacados depósitos de agua fechados en el siglo XVI. En primer lugar, en el lado del evangelio se ubican dos pilas de agua bendita de alabastro y mármol. Estas dos pilas tienen forma rectangular u oblonga, una con ornamentación vegetal y la otra con escudos. Sin embargo, destaca más la pila bautismal, ubicada en la correspondiente capilla bautismal del lado de la epístola. Esta última es un tazón semiesférico apoyado en un pie, labrado en mármol en Estremoz y asentado en 1552 en el templo por el cantero Pedro Gómez.
El interior del edificio es también especialmente conocido por ser un gran monumento funerario y heráldico. Al igual que otras muchas iglesias parroquiales del país, sirvió como cementerio hasta el siglo XVIII, y los enterramientos que alberga son un reflejo de la jerarquía social de la época. Los personajes más destacados de la alta nobleza local se enterraban en las antes mencionadas capillas, cuya financiación corría a cargo de las correspondientes familias nobles, o en monumentales sepulcros de pared; estos últimos se distribuyen por todo el muro interior del templo y están fechados en el siglo XVI, destacando por albergar los escudos heráldicos de las familias correspondientes y diversos relieves. El sepulcro más conocido del templo es el de Francisco de Godoy, noble cacereño del siglo XVI que participó en la fundación de la ciudad de Lima; por su apoyo a la conquista del Imperio incaico, se le permitió ser enterrado en la misma sacristía.
El resto de familias poderosas de la parroquia, que no llegaban a la relevancia de la alta nobleza local, podían adquirir una tumba en el suelo del templo, siendo estas más valiosas cuando más cercanas se hallasen al altar. En 2007, el Instituto de Estudios Heráldicos y Genealógicos de Extremadura catalogó 150 lápidas, cuya marca en muchos casos es el escudo de la familia, ya que durante siglos fueron abriéndose y cerrándose con cada nuevo enterramiento de cada estirpe cacereña. Debido a ello, la concatedral no solo cuenta con una colección de escudos en las capillas y su entorno y en los sepulcros de pared, sino que es posible pasear por su interior pisando otras cuantas piezas heráldicas. Desde el siglo XIX, solamente se admiten enterramientos en el edificio con carácter muy excepcional, siendo el último autorizado el del obispo Jesús Domínguez Gómez en 1990.
Por motivos funerarios o de mecenazgo, la mayor parte de las piezas heráldicas se ubican en el interior del edificio. Sin embargo, algunas se ubican en el exterior del templo, como tres que hay catalogadas en la cabecera, visibles en la calle Amargura. La familia noble Orellana posee el honor de tener su escudo en el lugar más destacado de la fachada, al presidir la portada del imafronte. No todos los grandes relieves representan símbolos de las familias nobles locales: en el segundo cuerpo de la torre, hay dos grandes medallones que representan al lirio de la Virgen.
De entre las esculturas visibles en el exterior del templo, es especialmente conocido el monumento a San Pedro de Alcántara, adosado a la base de la esquina exterior de la torre. Es una estatua que representa al citado santo alcantarino, ejecutada en 1954 por el conocido escultor hervasense Enrique Pérez Comendador. Es una de las esculturas más representativas de la ciudad y, desde la época de su instalación, es costumbre entre los cacereños besar o tocar los pies del santo para que les dé suerte. Sin embargo, la estatua suele ser un estorbo para los rodajes cinematográficos que tienen lugar en la plaza, por tener un aspecto poco medievalizante; debido a ello, cada cierto tiempo es tapada para que no aparezca en las grabaciones. Otra escultura religiosa se ubica en la portada del lado del evangelio, una Virgen con Niño gótica realizada en la década de 1960 por el escultor gallego Pepe de Arganda, esculpida en piedra de Atarfe. A pesar de que esta última es también una escultura moderna, José Ramón Mélida señaló que en su época ya existía la ménsula sobre la que se apoya, entonces vacía, por lo que probablemente sustituye a una estatua desaparecida.
Estas dos estatuas religiosas suponen una excepción en el planteamiento de la escultura exterior del templo, donde predominan las figuras aparentemente ajenas a lo religioso. Los contrafuertes del templo, en toda la fachada del lado del evangelio, están presididos por cinco parejas de gárgolas zoomorfas. En la parte superior, las gárgolas representan leones como guardianes del templo sagrado; en la fila inferior, que incluye una sexta gárgola junto a la torre, seis animales diferentes representan pecados a evitar. Otras ocho gárgolas se distribuyen por las aristas y esquinas de lo alto de la torre, formando una representación de la condenación. Las gárgolas no son las únicas esculturas de la fachada con aparente aspecto profano y significado oculto, pues es especialmente conocida la liebre itifálica esculpida en relieve en las arquivoltas de la portada del imafronte, que tradicionalmente se ha asociado a un llamamiento a la procreación dentro de los valores cristianos. Sin embargo, la escultura más visible a simple vista se ubica en el contrafuerte que marca el límite entre la plaza de Santa María y la calle Tiendas, donde dos figuras zoomorfas en altorrelieve, aparentemente dos leones, se hallan mirando hacia el suelo desde escasa altura.
Frente a la visibilidad notoria de las estatuas y gárgolas, existe otro relieve distribuido por las piedras de la fachada, pero no tan fácil de observar. Se han identificado cinco cruces grabadas en diferentes piedras del exterior del edificio. En la cabecera, frente a la torre del palacio de Carvajal, hay grabada una esvástica. El muro del lado del evangelio alberga otras tres cruces catalogadas: una esvástica y dos cruces latinas; de estas últimas, una se apoya en una base recta y otra en un triángulo que representaría el calvario. La quinta cruz catalogada se ubica junto a la portada del imafronte y es una cruz griega.
Además de la obra escultórica en piedra, el interior del templo alberga algunos elementos destacables de rejería que, a diferencia del antes mencionado púlpito, sí son propios de este edificio. El más notorio es la verja de la capilla de San Miguel, obra del siglo XVI de hierro policromado. Cuenta con cinturones de rosetas y está coronada por un escudo de la familia noble Carvajal. También se ha fechado en el siglo XVI una reja ubicada en el lado de la epístola, con la inscripción «IVAR/LS».

### Instrumentos musicales
En el coro alto ubicado a los pies de la nave central, se encuentra un órgano de gran tamaño y de estilo barroco. Está fechado en 1703 y su autor es el organero Manuel de la Viña, vecino de Salamanca que es conocido por haber fabricado unos años más tarde dos órganos para la catedral de Santiago de Compostela y otros dos para la catedral de Mondoñedo. En la actual provincia de Cáceres, se conserva otro órgano de este autor en la iglesia parroquial de Peraleda de la Mata. El órgano no mantiene completamente sus características originales: su aspecto actual data de una modernización ejecutada en 1973 por la empresa Orgamusik de Alcobendas. Se estructura en veintisiete registros, accionados mediante dos teclados y un pedalero.
Por su parte, el campanario alberga cinco campanas, algunas de ellas de cierta antigüedad. La más grande de todas es la que mira hacia la Plaza Mayor: fue fundida en 1909 por Constantino de Linares Ortiz, de Carabanchel Bajo, y tiene 112 cm de diámetro y 813 kg de peso. La más antigua es la que mira al sur, sobre el imafronte: fue fundida en 1892 por Campanas Rivera, de Montehermoso, la misma empresa que en el último cuarto del siguiente siglo fabricó las tres campanas que ocupan el lado contrario, y que actualmente mantiene el sistema informático del campanario.

## Galería de imágenes

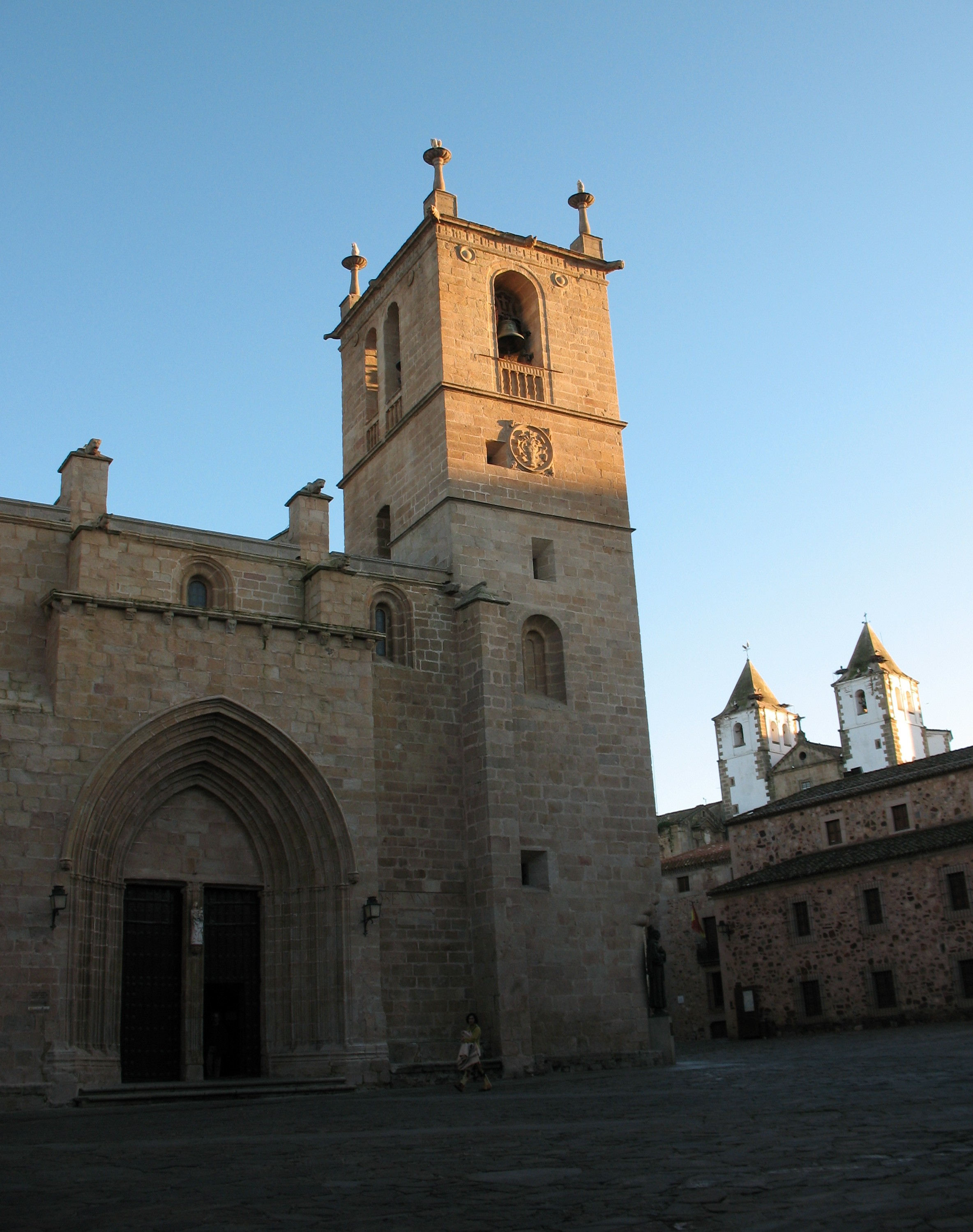
Portada del Evangelio y torre del campanario, con las torres de la Iglesia de San Francisco Javier al fondo.
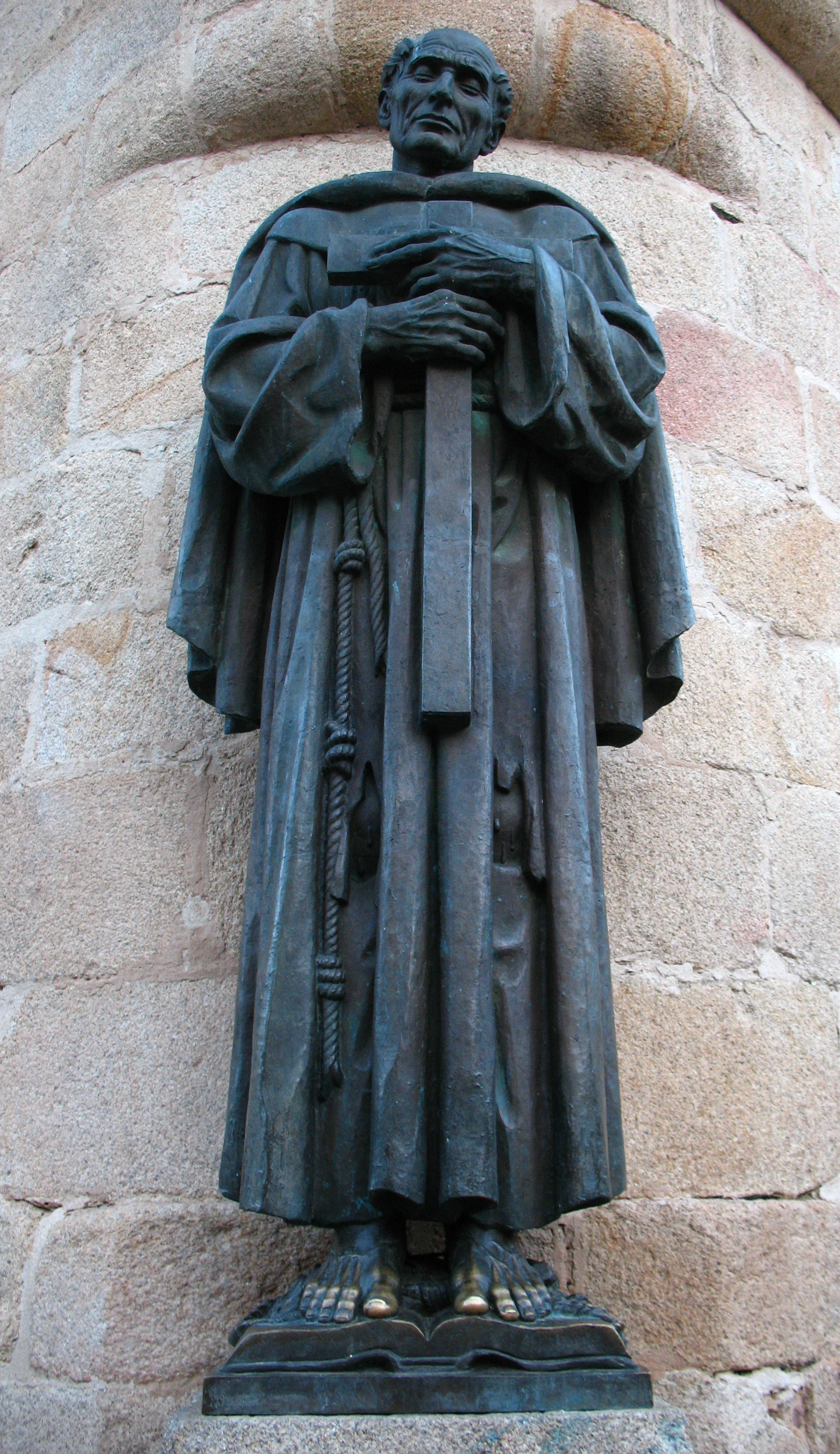
Estatua de San Pedro de Alcántara situada junto a la torre del templo.
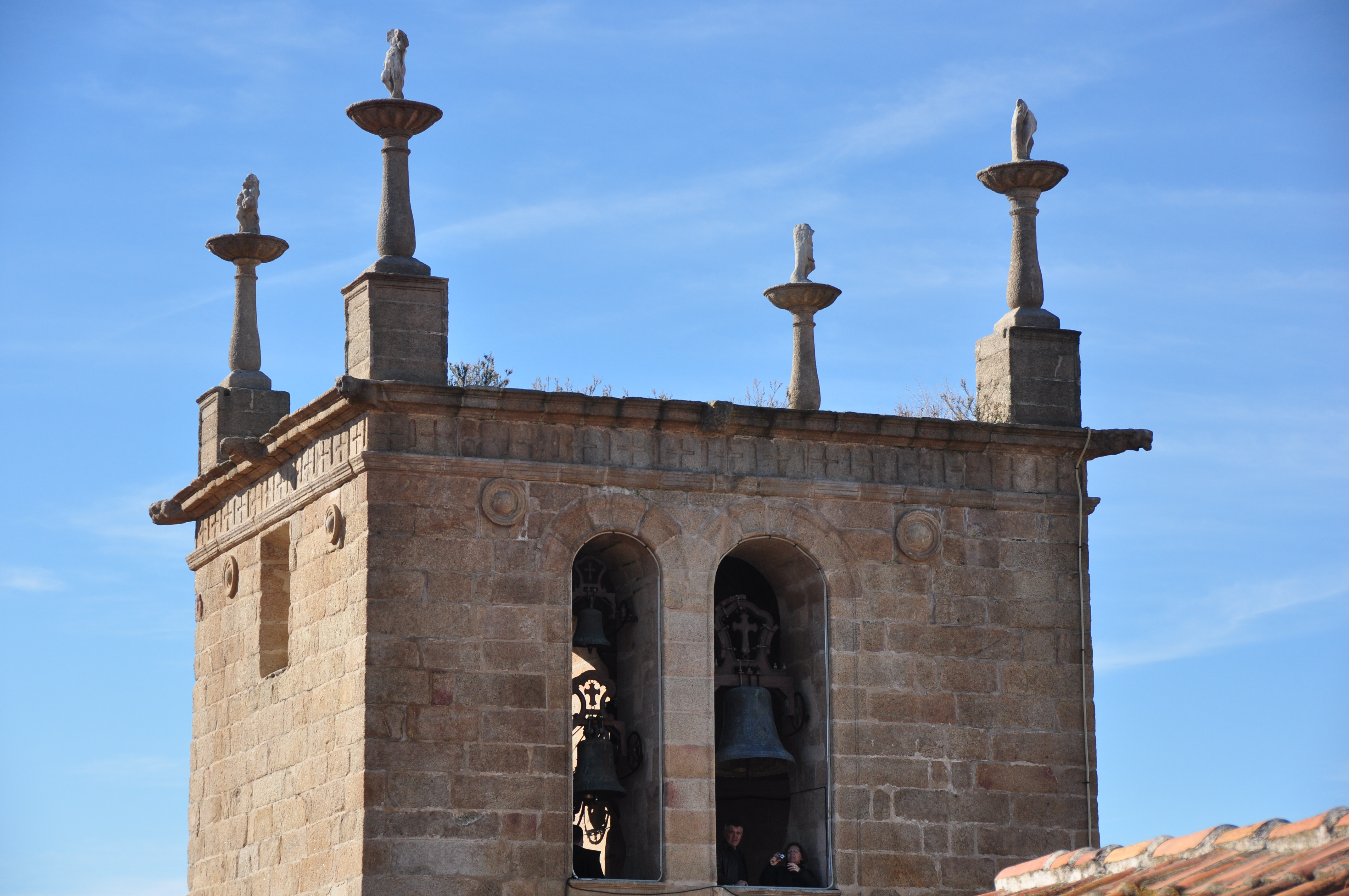
Torre de la concatedral con sus cuatro flameros.
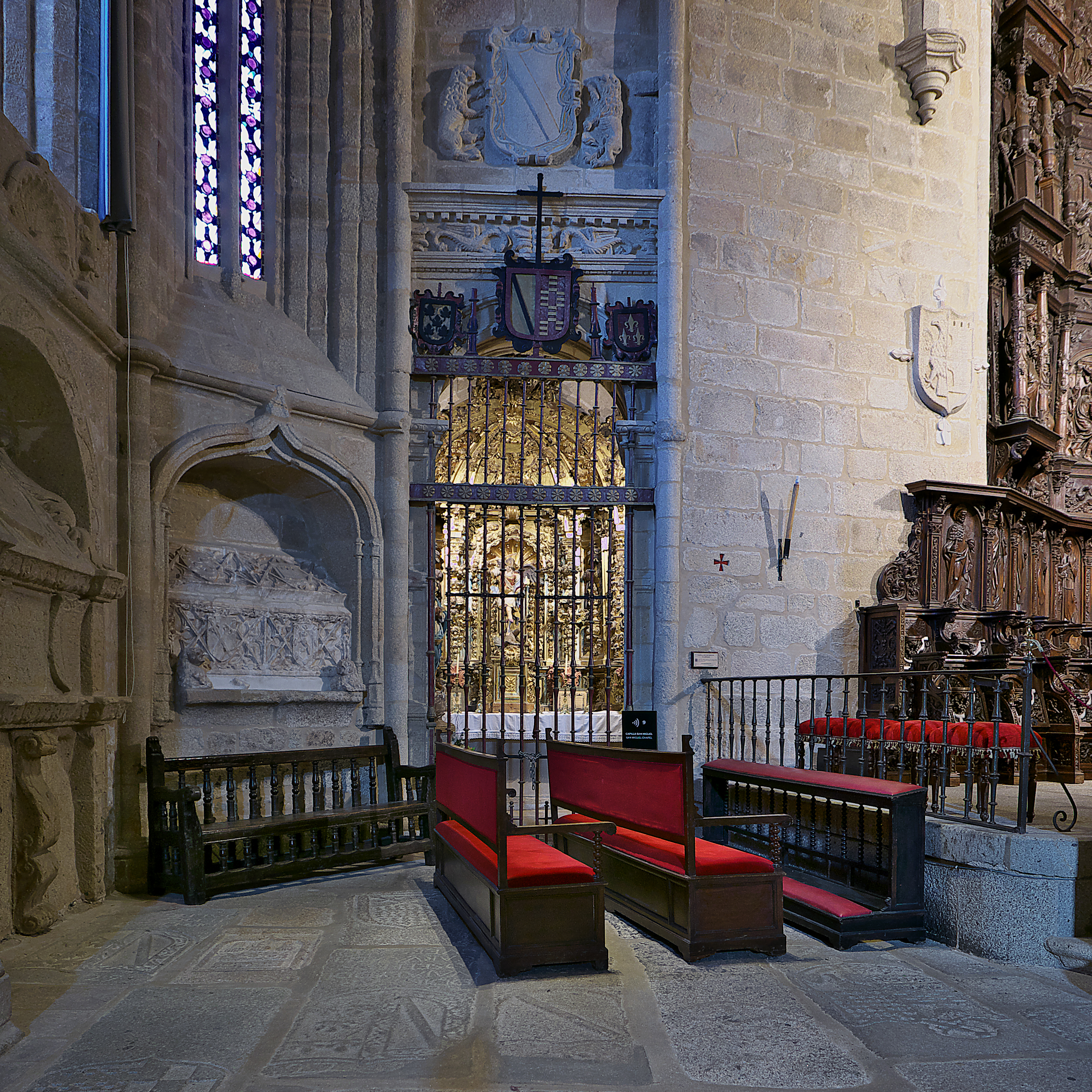
Capilla de San Miguel, en la cabecera de la nave del evangelio.
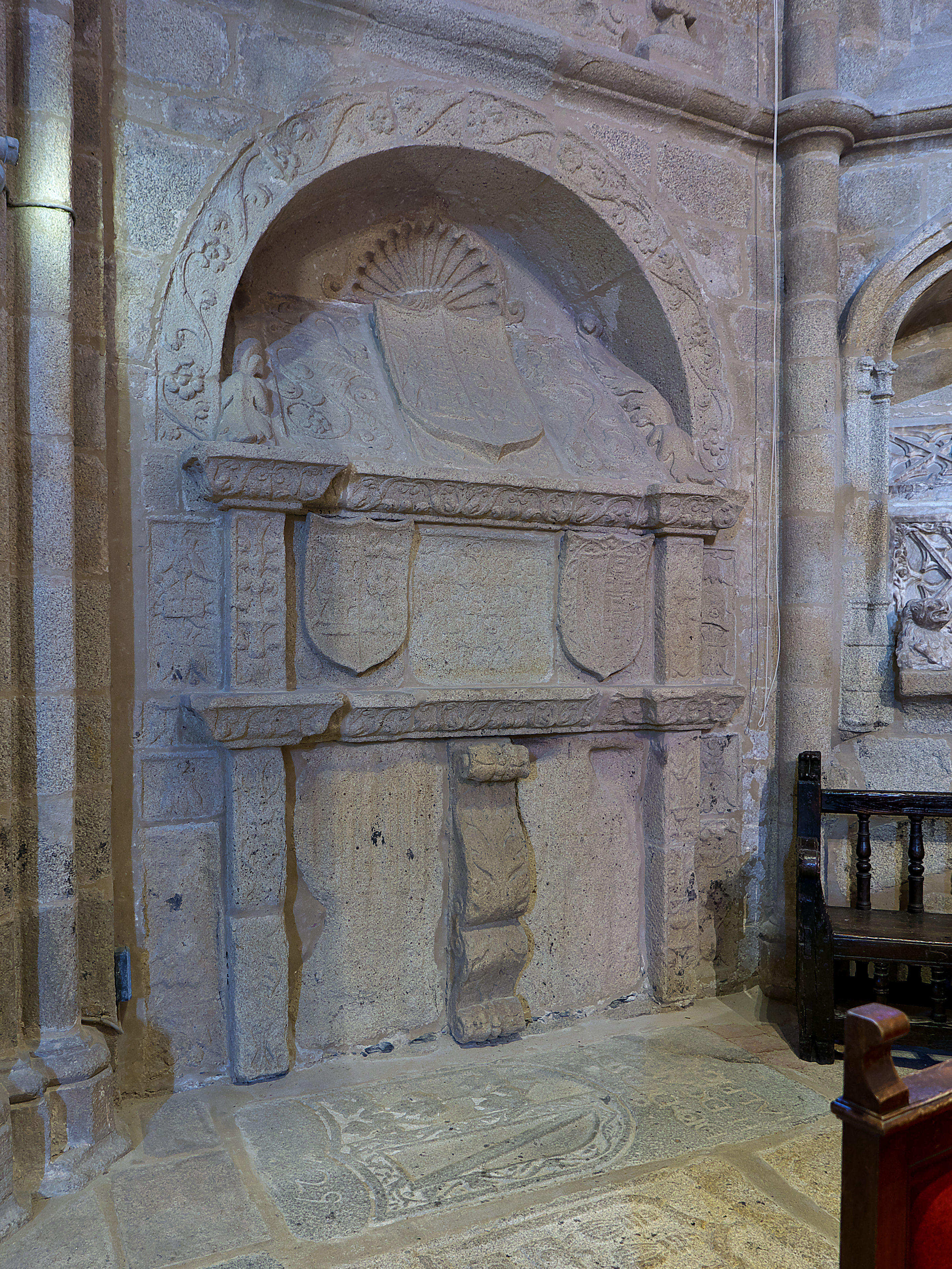
Sepulcro de Francisco de Godoy, capitán de Pizarro.
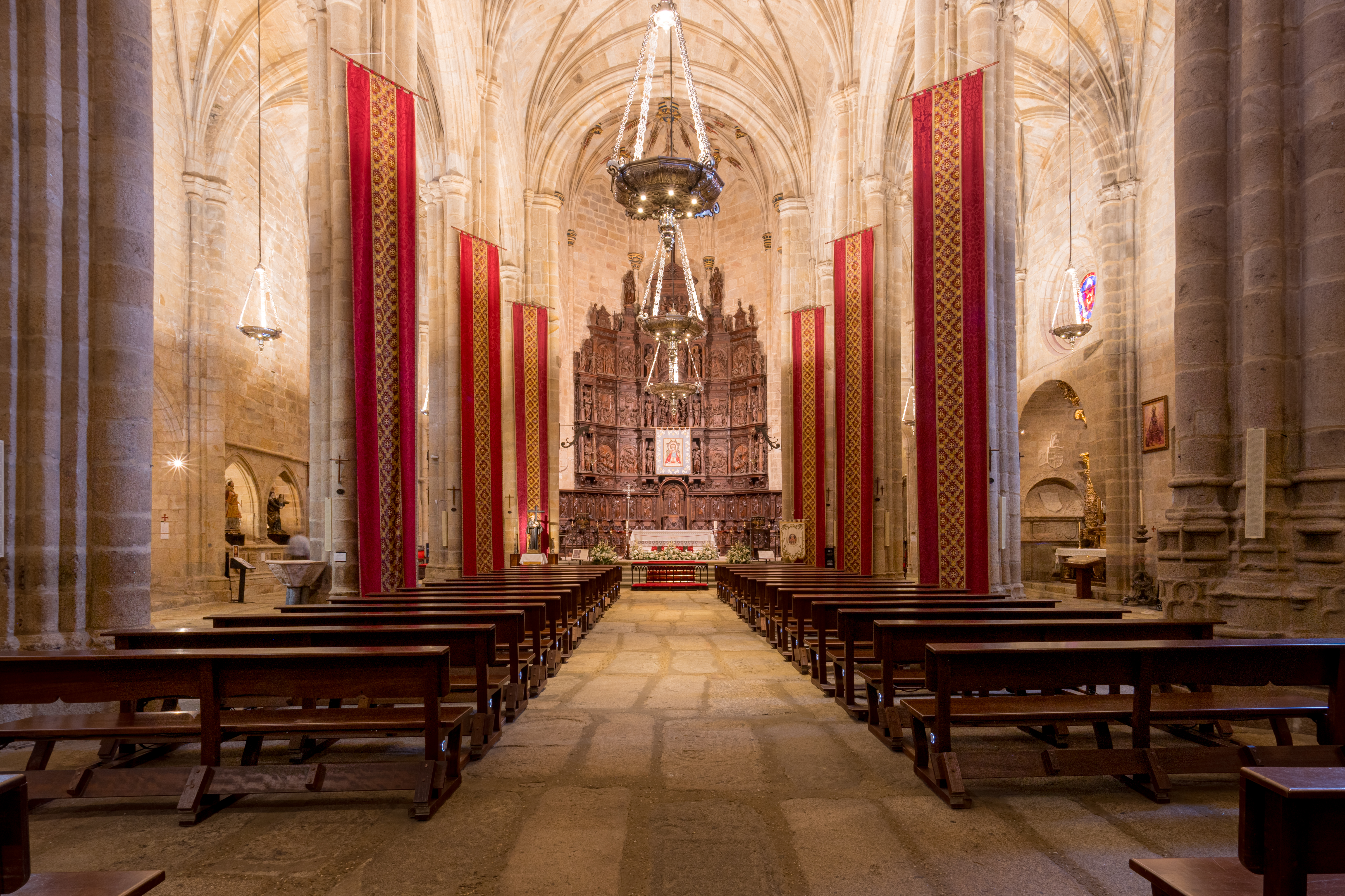
Nave central y Altar Mayor.
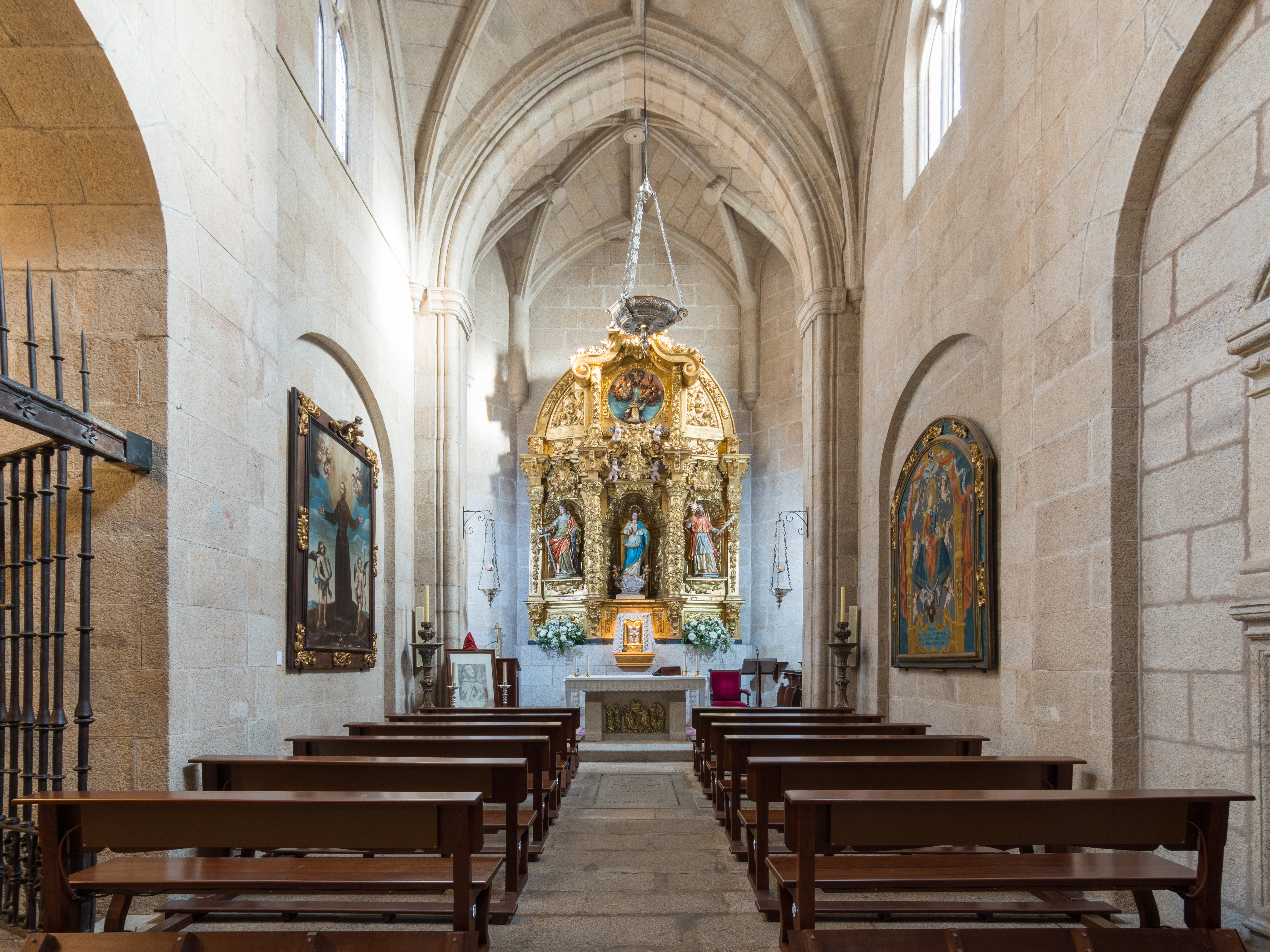
Capilla del Santísimo Sacramento.
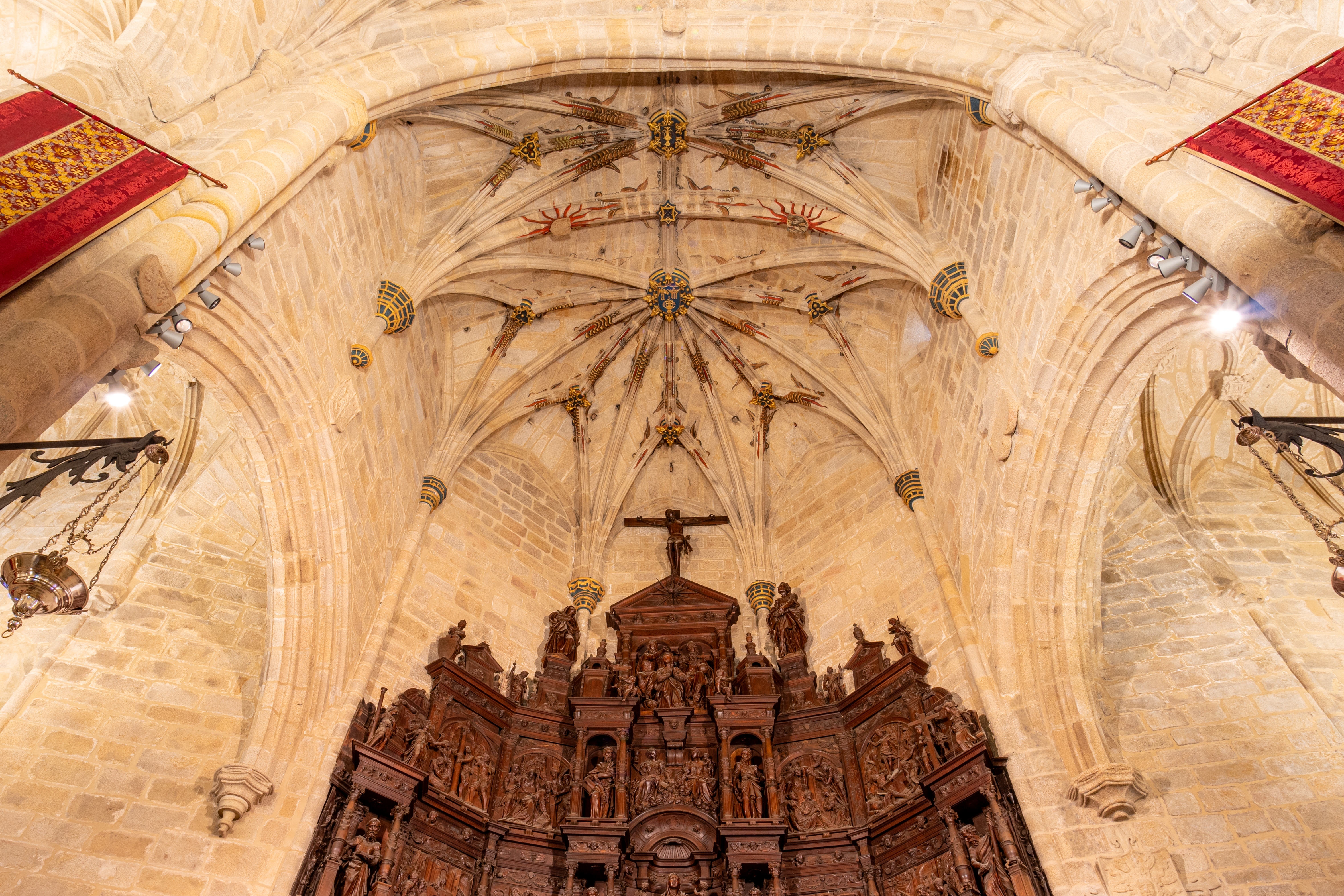
Bóveda sobre el Altar Mayor.
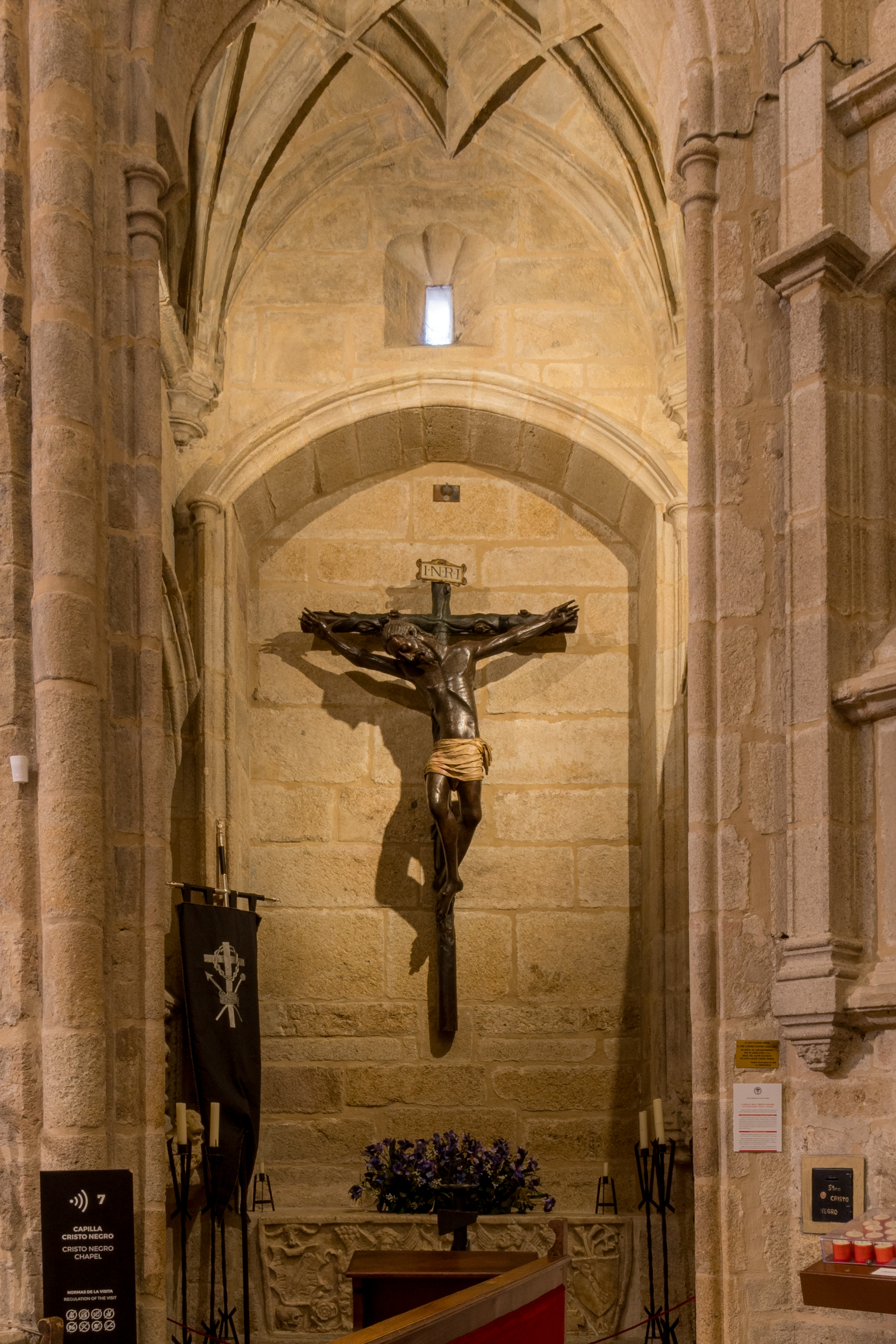
Cristo Negro de Cáceres (s. XIV).
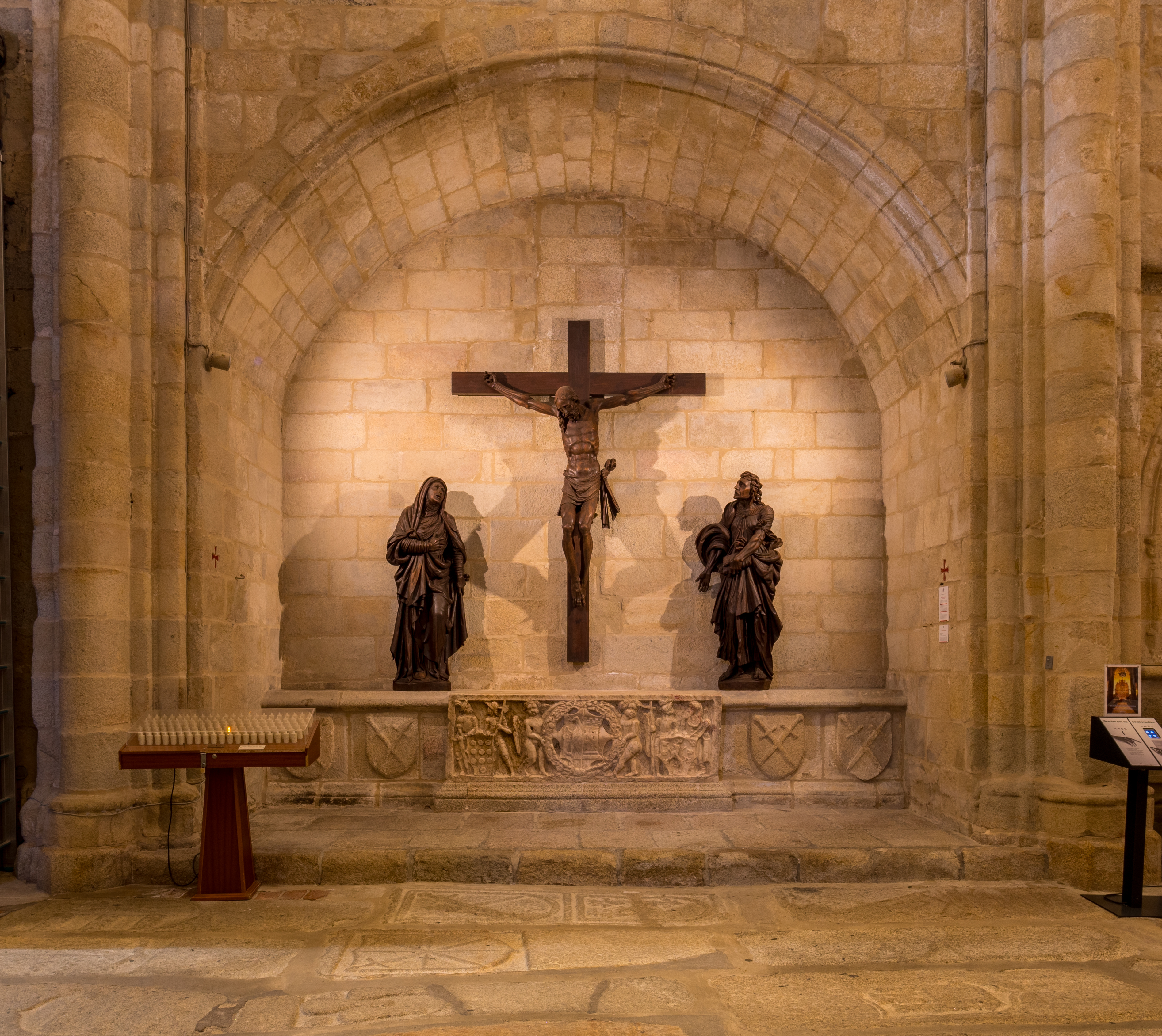
Tríptico del Calvario.
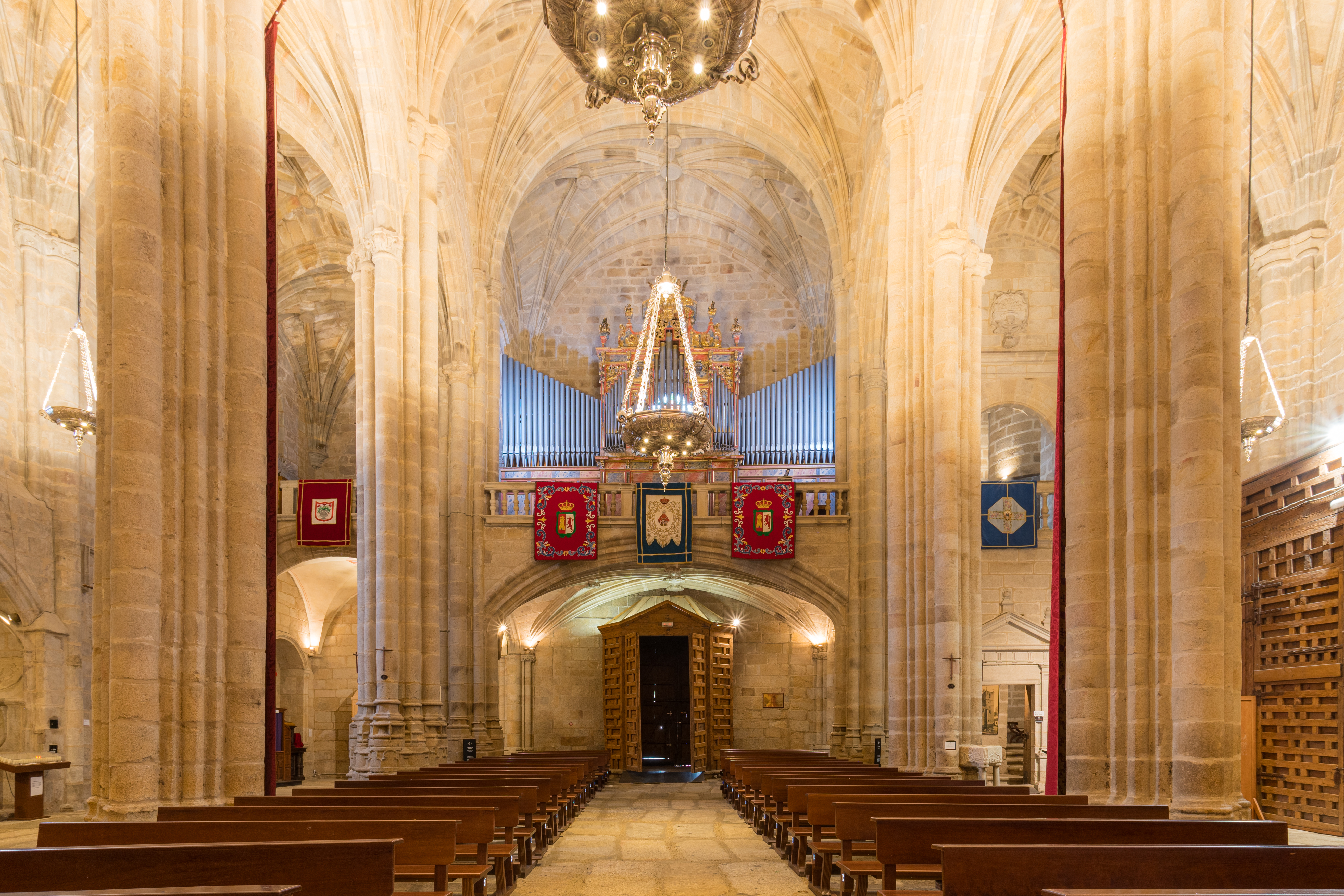
Órgano.